# Chhotu Ram
Pour les articles homonymes, voir Ram.
Sir Chhotu Ram, né Ram Richpal le 24 novembre 1881 au village de Garhi Sampla, district de Rohtak, province du Pendjab et mort le 9 janvier 1945 à Lahore (Inde), est un homme politique de la province du Pendjab en Inde britannique.

## Biographie
Idéologue de l'Inde pré-indépendante, il appartient à la communauté Jat et défendait l'intérêt des communautés opprimées du sous-continent indien, cause pour laquelle il est anobli en 1937.
Sur le plan politique, il est un des cofondateurs du Parti national unioniste qui dirigeait la province du Pendjab uni dans l'Inde pré-indépendante et tenait le Congrès et la Ligue musulmane à distance.
Il a acquis le surnom de Chhotu Ram car il était le plus jeune de ses frères.